# QUIET
QUIET era un esperimento astronomico ideato per studiare la polarizzazione della radiazione cosmica di fondo (CMB).
La denominazione QUIET sta per Q/U Imaging ExperimenT. La parte "Q/U" si riferisce alla capacità del telescopio di misurare simultaneamente i parametri di Stokes Q e U. Il telescopio era situato ad una altitudine di 5.080 metri presso l'Osservatorio di Llano de Chajnantor, nella Ande cilene. Il telescopio iniziò le osservazioni alla fine del 2008 e terminò la sua attività nel dicembre 2010.
QUIET era una collaborazione internazionale che traeva la sua origine nei progetti CAPMAP, Cosmic Background Imager (CBI) e QUaD. La collaborazione consisteva di 7 gruppi negli Stati Uniti (California Institute of Technology, the University of Chicago, Columbia University, the Jet Propulsion Laboratory, the University of Miami, Princeton University e Stanford University), 4 gruppi in Europa (Università di Manchester, Istituto Max Planck di radioastronomia, Università di Oslo e Università di Oxford) e un gruppo in Giappone (KEK); in quest'ultimo caso si trattava della prima volta che un gruppo giapponese partecipava a studi internazionali sulla radiazione cosmica di fondo.

Altri membri della collaborazione provenivano da Università della California - Berkeley, Goddard Space Flight Center e Harvard-Smithsonian Center for Astrophysics.

## Strumentazione
Quiet era dotato di una serie di rilevatori che operavano alle frequenze di 43 GHz (banda Q) e 95 GHz (banda W). L'esperimento utilizzava quattro telescopi, tre dei quali da 2 metri appositamente costruiti, oltre a un telescopio Crawford Hill da 7 m impiegato nel progetto CAPMAP. In totale aveva una risoluzione angolare compresa tra pochi arcominuti e alcuni gradi. I rivelatori erano polarimetri a correlazione coerente prodotti in massa.